# Acanthodactylus masirae
Acanthodactylus masirae är en ödleart som beskrevs av  Arnold 1980. Acanthodactylus masirae ingår i släktet fransfingerödlor, och familjen lacertider. IUCN kategoriserar arten globalt som otillräckligt studerad. Inga underarter finns listade i Catalogue of Life.